# Ceratinopsis delicata
Ceratinopsis delicata is een spinnensoort in de taxonomische indeling van de hangmatspinnen (Linyphiidae).
Het dier behoort tot het geslacht Ceratinopsis. De wetenschappelijke naam van de soort werd voor het eerst geldig gepubliceerd in 1939 door Ralph Vary Chamberlin  & Wilton Ivie.